# Houbai (köpinghuvudort i Kina, Jiangsu Sheng, lat 31,81, long 119,18)
Houbai (kinesiska: 后白, 后白镇) är en köpinghuvudort i Kina. Den ligger i provinsen Jiangsu, i den östra delen av landet, omkring 46 kilometer sydost om provinshuvudstaden Nanjing. Antalet invånare är 52 407. Befolkningen består av 26 299 kvinnor och 26 108 män. Barn under 15 år utgör 10,0 %, vuxna 15-64 år 76 %, och äldre över 65 år 13,0 %.
Runt Houbai är det tätbefolkat, med 459 invånare per kvadratkilometer. Houbai är det största samhället i trakten. Trakten runt Houbai består till största delen av jordbruksmark.
Genomsnittlig årsnederbörd är 1 331 millimeter. Den regnigaste månaden är juli, med i genomsnitt 251 mm nederbörd, och den torraste är december, med 37 mm nederbörd.